# SummerSlam (2014)
SummerSlam (2014) là một sự kiện pay-per-view đấu vật chuyên nghiệp và sự kiện của WWE Network sản xuất bởi WWE, diễn ra ngày 17 tháng 8 năm 2014 tại Trung tâm Staples ở Los Angeles, California. Đây là sự kiện SummerSlam thứ 27, là thứ 6 và lần liên tiếp cuối cùng tổ chức tại Trung tâm Staples. Đây cũng là WWE pay-per-view đầu tiên sử dụng biểu trưng WWE mới nhưng không phát sóng cho đến đêm Raw tiếp theo. Đây cũng là sự kiện WWE pay-per-view cuối cùng có biểu trưng cũ.
Có 8 trận đấu diễn ra và 1 trận đấu ở pre-show, được phát trên WWE Network. Sự kiện chính chứng kiến Brock Lesnar đánh bại John Cena để trở thành nhà vô địch WWE World Heavyweight Champion lần thứ 4. Sự kiện có 147.000 lượt mua (ngoại trừ lượt xem ở WWE Network), giảm so với 296.000 lượt mua của năm ngoái.

## Kết quả
| #                                                                                     | Kết quả                                                           | Thể loại                                                  | Thời gian |
| ------------------------------------------------------------------------------------- | ----------------------------------------------------------------- | --------------------------------------------------------- | --------- |
| 1P                                                                                    | Rob Van Dam đánh bại Cesaro                                       | Trận đấu đơn                                              | 8:06      |
| 2                                                                                     | Dolph Ziggler đánh bại The Miz (c)                                | Trận đấu đơn tranh đai WWE Intercontinental Championship  | 7:57      |
| 3                                                                                     | Paige đánh bại AJ Lee (c)                                         | Trận đấu đơn tranh đai WWE Divas Championship             | 4:55      |
| 4                                                                                     | Rusev (cùng với Lana) đánh bại Jack Swagger (cùng với Zeb Colter) | Flag match                                                | 9:01      |
| 5                                                                                     | Seth Rollins đánh bại Dean Ambrose                                | Trận đấu Lumberjack                                       | 10:55     |
| 6                                                                                     | Bray Wyatt đánh bại Chris Jericho                                 | Trận đấu đơn                                              | 12:53     |
| 7                                                                                     | Stephanie McMahon đánh bại Brie Bella                             | Trận đấu đơn                                              | 11:06     |
| 8                                                                                     | Roman Reigns đánh bại Randy Orton                                 | Trận đấu đơn                                              | 16:30     |
| 9                                                                                     | Brock Lesnar (cùng với Paul Heyman) đánh bại John Cena (c)        | Trận đấu đơn tranh đai WWE World Heavyweight Championship | 16:05     |
| - (c) – chỉ người vô địch bước vào trận đấu - P – chỉ trận đấu diễn ra trong pre-show |                                                                   |                                                           |           |

1. ↑  The lumberjacks were: Big E, Bo Dallas, Cesaro, Curtis Axel, Damien Sandow, Erick Rowan, Fandango, Goldust, Heath Slater, Jey Uso, Jimmy Uso, Kane, Kofi Kingston, Luke Harper, R-Truth, Rob Van Dam, Ryback, Sin Cara, Stardust, và Titus O'Neil.